# Monopoli (ciutat italiana)
|  | Aquest article tracta sobre el municipi italià anomenat Monopoli. Vegeu Monopoli pel terme econòmic de la paraula i Monopoly per al joc de taula. |

Monopoli és un municipi italià, situat a la regió de la Pulla i a la Ciutat metropolitana de Bari. L'any 2022 tenia 48.078 habitants. La ciutat es va crear a l'antiguitat a l'entorn d'un port natural al Mar Adriàtic.
Sobre l'origen del nom, hi ha moltes hipotèsis, sense que n'hi ha cap de definitiva. El sufix -poli prové del grec πόλις, «ciutat, assentament».

## Fills il·lustres
- Giacomo Insanguine (1728-1795) compositor i organista.